# 正王寺
正王寺（しょうおうじ）は、東京都葛飾区にある真言宗豊山派の寺院。

## 歴史
1178年（治承2年）、法印俊義によって開山された。現在は堀切氷川神社の境内社となっている八王子神社の別当寺として創建されたものである。
その後、国府台合戦の戦火で廃寺化したが、慶長年間（1596年-1615年）に法印源栄が中興した。
江戸幕府3代将軍徳川家光が鷹狩で訪れた際、当寺が管理している八王子神社の創建の由来（同じ征夷大将軍である源頼朝が創建）を知り、色々と贔屓にしたという。新たに寺社領5石を賜っている。
なお、山門が朱塗りであることから「赤門寺」と呼ばれている。

## 交通アクセス
- 堀切菖蒲園駅より徒歩7分（経路案内）。